# 瓜莫特縣

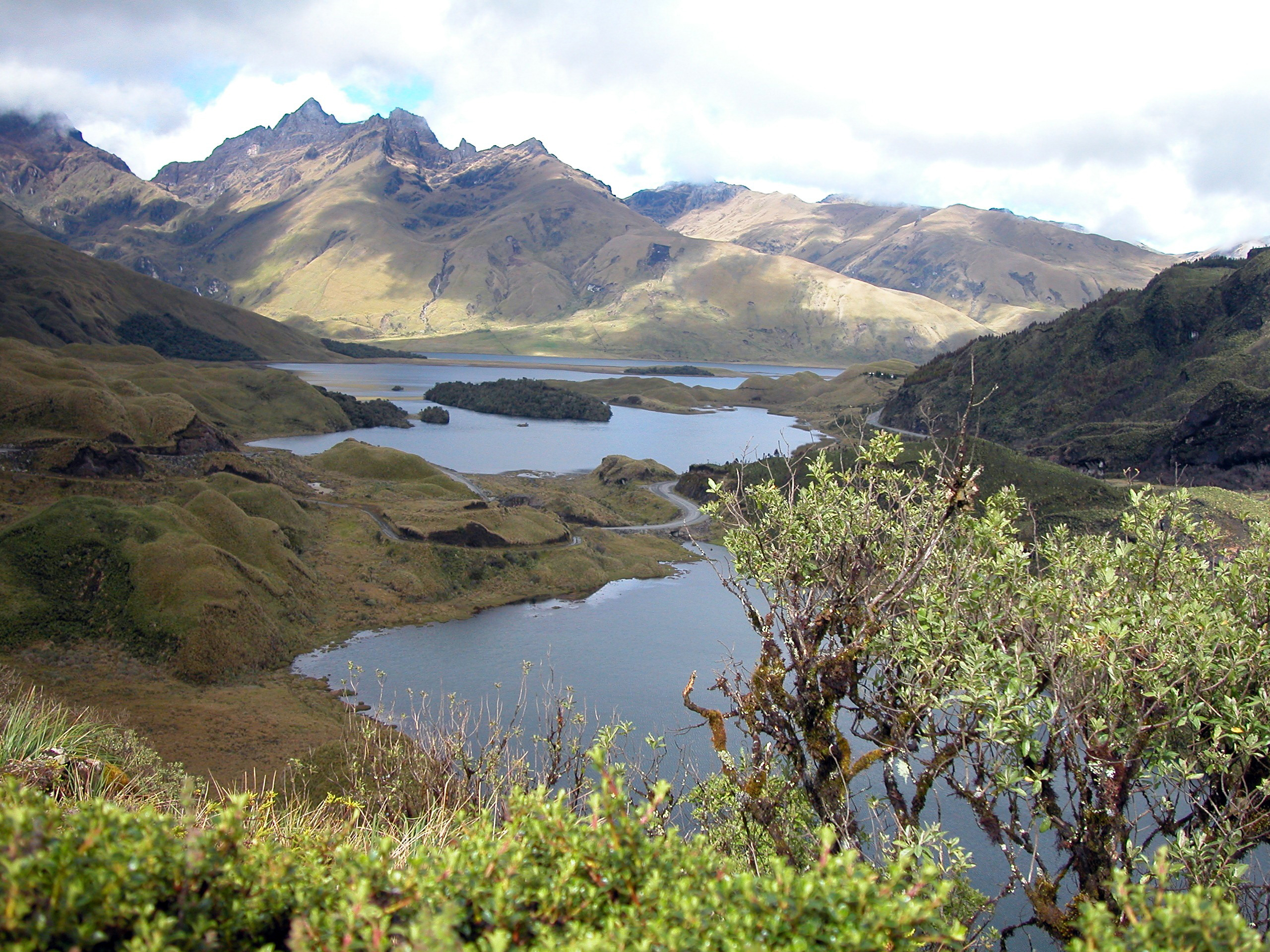

1°56′0″S 78°43′0″W / 1.93333°S 78.71667°W
瓜莫特縣（西班牙語：Cantón Guamote），是厄瓜多爾的縣份，位於該國中部，由欽博拉索省負責管轄，面積1,216平方公里，海拔高度3,050米，2001年人口普查總數為35,210人，人口密度每平方公里28.96人。